# Ошейниковый неразлучник
Ошейниковый неразлучник (лат. Agapornis swindernianus) — птица отряда попугаеобразных.

## Внешний вид
Небольшой попугайчик, длина тела до 13 см, хвоста 3 см. Окраска оперения зелёная с оранжевым «ожерельем» на чёрной шее, поэтому его иногда называют ожереловым неразлучником. Грудь желтоватого цвета, надхвостье ультрамариново-синее. Клюв у него черноватый.

## Распространение
Обитает в Центральной и Западной Африке.

## Классификация
Вид включает в себя 3 подвида:
- Agapornis swindernianus emini Neumann, 1908
- Agapornis swindernianus swindernianus (Kuhl, 1820)
- Agapornis swindernianus zenkeri Reichenow, 1895